# Бартошевич, Иоахим
Иоахим Иоахимович Бартошевич (1867—1938) — польский политик, публицист, активист движения за независимость, адвокат, врач.

## Биография

### Происхождение и образование
Родился 3 сентября 1867 года[по какому календарю?] в семье врача, доктора медицины Иоахима Бартошевича и Галины, урождённой Миттельштадт.
В 1884 году окончил 5-ю филологическую гимназию в Варшаве. Затем под влиянием отца он поступил на медицинский факультет Варшавского императорского университета для получения медицинского образования, окончил его, получив там медицинский диплом и докторскую степень в 1890 году. После завершения обучения он какое-то время вёл независимую медицинскую практику, а затем работал ассистентом в клинике гинекологии и акушерства в Варшаве. В 1892 году попал под полицейский наздор, который не был отменён до конца существования Российской империи.
В 1892 году он уехал в Париж, чтобы узнать о новых методах лечения. Пребывание там привело к тому, что он решил отказаться от своей медицинской практики и начал учиться в Свободной школе политических наук (École Libre des Scienses Politiques) на дипломатическом факультете. Спустя два года (1894) он получил диплом, получив первый приз, а также большое отличие (1-er prix et grande distinction). Его работа «La révolution polonaise de 1831 et de détrônement de Nicolaus» (Польская революция 1831 года и свержение Николая) была опубликована в «Annales de l’Ecole de Sciences politiques»:21-26. Согласно мемуарам Станислава Грабского, «ему была предложена стипендия для дальнейшего изучения государственного права в Англии. Но он хотел практической, а не научной политической работы, и он видел потенциал для такой работы в Галиции. Поэтому он отправился во Львов». Он окончил юридический факультет в местном университете, получив в 1897 году докторскую степень по национальному и международному праву («Die Erbschaftsteuer im internationalen Rechte» Налог на наследство в международном праве):29-31.

### Работа и семья
Служил делопроизводителем во Львове в местном муниципальном отделе. Он также исполнял обязанности делопроизводителя, главы статистического управления Краевого департамента. Он работал здесь до 1903 года. В «Wiadomości Statystyczne» он опубликовал работы: «Закон о бедных в Галиции» и «Налоговая прочность сельских общин в Галиции». В то же время он не пренебрег своей академической работой, но его жизнь не была связана с университетской кафедрой. В 1898 году он женился на Магдалене Боженец-Еловицкой (1876—1946), помещице из Волыни. У них родился сын Влодзимеж (Włodzimierz), ставший впоследствии польским художником. В 1904 году И. Бартошевич покинул Львов, и вместе с семьей поселился в родовом имении своей жены в Брыкуле (округ Теребовля):33-38.

### Общественно-политическая деятельность
До начала Первой мировой войны Бартошевич был активистом все-польского движения. В конце 1905 года он переехал в Киев, и семья приехала туда к нему в феврале 1906 года. В 1906—1912 годах он был главным редактором (после короткого эпизода в исполнении этой функции Витольдом Левицким) печатного органа Национально-демократической партии «Киевский дзенник», основателем и главным редактором которого ранее был граф Владислав Грохольский. Бартошевич опубликовал не менее 250 статей в этой газете:43-45. С 1906 года он также являлся комиссаром Национальной лиги в Киеве на русских землях:58 В 1911 году он был назначен в Национальный совет Национальной лиги. Он также принимал участие в съезде этой организации в 1912 году в Пенякуве (Бродского Повята) под руководством Тадеуша Ценьского.
За политическую и патриотическую деятельность (включая участие в подпольных митингах со студентами) он был арестован в 1912 году и провёл три месяца в тюрьме. Пребывание стало причиной заболевания глаз, что в итоге привело к серьезной болезни и последующей потере зрения:58-59.

### Во время Первой мировой войны
С момента начала вооруженного конфликта в августе 1914 года он был главным инициатором и организатором создания «Общества помощи жертвам войны». Он занимал пост президента районного совета, охватывающего пять губерний Волыни и Подолья. Общество было вовлечено в благотворительную деятельность, поддерживая местное население, а также мигрантов из земель Царства Польского и Галиции. В дополнение к этому, он также развил культурные и образовательные мероприятия, которые были поддержаны собранными им значительными средствами. Бартошевич также принадлежал к инициаторам создания польских воинских частей в этом районе:66, 75.
В марте 1917 года он стал членом Польского исполнительного комитета в России:71. (По другим сведениям — в 1917 году лидер Польского комитета освобождения). Комитет представлял и защищал поляков и координировал проведение политики Польши. Он способствовал созданию более тысячи начальных школ и десятков средних школ. Еще одним проявлением польской активности был подъём весной 1917 года: Высшие научные курсы (там преподавал Бартошевич), Научное общество, Общество экскурсий, Общество содействия культуре и науке:72-73.
В июне 1917 года в Киеве состоялся съезд польских организаций, действующих в России, где Бартошевич выступил с речью, открывая собрание. Более полутора тысяч делегатов представляли более двухсот организаций. Большинство из них были связаны с национально-демократической партией (эндецией). Представители социалистических групп спровоцировали кризис и в июле 1917 года образовали отдельный польский демократический центр. Съезд польских организаций в Москве одновременно учредил Польский совет Межпартийного союза. Бартошевич вошел в его исполнительный комитет в 1918 году:77-79.
В конце 1917 году избран в Всероссийское учредительное собрание в Подольском избирательном округе по списку № 8 (краевой польский список). Тот же российский источник указывает, что Бартошевич состоял в партии кадетов, однако польские источники это пока не подтверждают, и неясно к какому времени может относиться его членство в кадетской партии.
Завоевание Киева большевиками в феврале 1918 года парализовало не только город, но и деятельность польских организаций. Бартошевич должен был попытаться выявить и арестовать большевистских агитаторов среди польских офицеров. Только вступление немцев, которые вытеснили большевиков, принесло некоторое спокойствие и стабилизацию, хотя многие формы деятельности должны были оставаться скрытыми:80-81.
В октябре 1918 года он и его семья покинули Киев и приняли участие в съезде национал-демократов в Люблине, одновременно посетив Львов. Через Краков он прибыл в Варшаву 11 ноября 1918 года. Здесь он активно участвовал в политической деятельности. В то же время, в конце 1918 года им было принято решение покинуть Варшаву ради участия в мирной конференции в Париже:84-89.

### Деятельность в КНП
Член Польского национального комитета (КНП) и секретарь польской делегации по политическим вопросам:93 на мирной конференции в Париже в 1919 году. В качестве эксперта он занимался там политическими и дипломатическими вопросами. Он был во главе политического департамента:95. В 1919—1920 годах он занимал должность почетного атташе во Франции. Он также участвовал в последнем заседании КНП 15 августа 1919 года. В знак протеста против политики, проводимой польскими государственными властями в отношении Украины и Симона Петлюры, в 1920 году он подал в отставку со своего поста и вернулся в Польшу, в Познань:98-99.

### Деятельность в возрожденной Польше
Вернувшись в страну, он написал брошюру «Борьба за Польшу», в ней он описал события последнего времени. Он также работал над карманным политическим словарем для депутатов, правительственных чиновников, членов органов самоуправления и избирателей, который был выпущен в конце 1922 года. В том же году он переехал в Варшаву:100-101. 12 ноября 1922 года он был избран в сенат по списку № 8 в Люблинской губернии от имени Народного национального союза (Związek Ludowo-Narodowy (ZLN)). Он был членом правления Сенатского клуба Польской народной партии. 14 января 1923 года он был избран в Генеральный совет Польской народной партии. Он оставался его членом до 1924 года. Он был активным членом Польского общества по опеке восточных окраин. В это время он опубликовал «Политическое значение восточных окраин для Польши»:102-103, 106-108. Во время первого срока в Сенате он работал в следующих комитетах: по иностранным делам, военным и морским делам, положениям и конституционным делам. Он был наиболее вовлечен в деятельность, связанную с внешней политикой. Он не стал пренебрегать журналистской работой, публикуясь в «Kurier Poznański», «Głos Lubelski», активизировал свои связи с «Przegląd Wszechpolski» и «Gazeta Warszawska». С 1925 по 1927 год он участвовал в работе польской делегации, которая должна была заключить торговый договор с Германией. Но Германия не согласилась с предложениями польской стороны. 28 ноября 1927 года закончился срок парламентской работы Бартошевича в Сенате:109-110, 114.

### Под властьюСанации
После майского государственного переворота и мартовских выборов 1928 года, проигранных национал-демократией, ZLN была преобразована в Национальную Стронницу. 7 октября 1928 года Бартошевич стал её председателем (он был главой Верховного совета, он был президентом Главного совета и председателем Политического комитета Верховного суда). Роман Дмовский оказал влияние на его принятие этих функций. Он также присоединился к Страже Народовой (Национальной гвардии), которая заменила Национальную лигу:115-118.
В 1929 году он опубликовал «Вопросы польской политики». В этой книге он изложил свои взгляды на наиболее важные политические и политические проблемы того времени. На выборах 1930 года эндеки укрепили свои позиции в парламенте, а Бартошевич снова стал сенатором на третий срок (1930—1935). В то время он не был очень активным парламентарием. Если он уже говорил о политических проблемах, то сосредоточивался на вопросах, связанных с международной политикой:118-121.
В 1937 году он был главой партийного суда, который рассмотрел участие членов Стражи Народовой в коммерческой корпорации «Аркония», в которой также участвовал Эдвард Рыдз-Cмиглы. На допросе Збигнев Стипулковский заявил, что Бартошевич дал согласие на его участие в этом мероприятии (включая встречу группы активистов Стражи Народовой с Рыдз-Смиглы и генералом Владиславом Андерсом) — председатель Стражи Народовой подал в отставку:125.
Он умер более года спустя, 23 сентября 1938 года в Варшаве. Причиной смерти стал сердечный приступ. Похоронен на кладбище «Старые Повонзки» в Варшаве.

## Политические взгляды

### Определение нации
Бартошевич создал оригинальную концепцию нации. Он определил это как «политические отношения, которые устанавливаются в определенной группе людей путем выполнения общей, активной и специфической исторической роли в течение длительного периода времени», добавив, что «государственная независимость является условием формирования нации»:516. Он подчеркивал важность факта существования государства и фактора общей истории:134:517. Он различал концепцию нации от национальности:135, охарактеризовав ее как «этнокультурный союз, который создается среди определенной группы людей в результате их общего происхождения, общего проживания на одной территории, а также общего языка, верований, обычаев, права и культуры»:516-517. Упомянутых элементов было недостаточно для того, чтобы сообщество с вышеуказанными характеристиками считалось нацией. Для Бартошевича характерно выделять «политический фактор»:50 в определении нации. Предполагалось, что выражением этого будет обладание государством, и постоянный акцент был выражен в заявлении, что «Польша должна быть сильной нацией»:329. Бартошевич — как и его группа:44 — провозгласил первенство нации над личностью. Он считал, что «человек не имеет права отказаться от своих отношений со своей нацией»:518. Он видел реальную угрозу существованию нации в либерально понимаемых начинаниях отдельных лиц:428. В другой публикации концепции нации он приписывал этические ценности, когда писал: «Нация — это историко-политическое образование, это самая важная моральная личность»:79. Он утверждал, что «история долгих веков превратила Польшу, Литву и Русь в неразделимое целое, что они создали общую нацию и однородное государство»:144. Концепция нации Бартошевича была выше племенных, языковых и религиозных различий, потому что они составляли национальность:144. Таким образом он полагал, что «можно быть сознательным членом польской нации, а следовательно, политически польским человеком, будучи одновременно литовцем, русином или белорусом»:151:34.

### Национальное государство
Одной из основных политических целей национал-демократии было строительство национального государства:49. Бартошевич, определяя государство, утверждал, что «это насильственная организация определенного человеческого общества на определенной территории, что даёт ему возможность целенаправленных политических действий в целом»:556. Он отождествлял смысл существования нации с смыслом существования государства, в котором будет править нация. Государство, рассматриваемое как единое целое с нацией, должно было стать такой организацией, которая «со свободой граждан, свободой языка, религии и национальной культуры будет руководствоваться одной мыслью, одним политическим интересом»:329, 331. Государство называлось инструментом нации. Превращение государства в национальное государство должно было произойти путем изменения функционирования государственных институтов просто в национальные институты:411. Он подчеркивал открытость понятия «политическая нация» (напоминая, что хорошими патриотами были как русины, так и литовцы, чехи и немцы, которые не обязательно были католиками). Но он указал, что «в Польше (…) все жители государства подчиняются воле и власти польской нации»:23-25. Геополитические концепции эндеков предполагали, что между германским государством и Россией (какой бы она ни была) должно быть большое и сильное государство. Точно так же Бартошевич заявил, что «Польша может сохранить свою независимость и независимость только как (…) мощная держава»:75. Как представитель лагеря, который выступал против всех форм государственного принуждения:55, он выразил убеждение, что определенные сферы государственной жизни должны быть централизованы. Здесь он отводил одну из главных ролей внешней политике:332. Он знал, что есть люди, которые по-разному понимают проблему государства. Однако, будучи убежденным в правильности предложенных решений, он писал: «В конце концов следует понять, что программа национальной власти — это не программа „правых“, „националистов“, „эндеков“ или „консерваторов“; это программа польского народа. (...) Программа, выдвинутая национальным лагерем, обладает таким своеобразным свойством, которое отличается от других партийных программ тем, что это программа польского народа, который должен иметь власть в своём государстве».

### Отношение к национальным меньшинствам

#### Славяне и литовцы
Бартошевич считался одним из наиболее компетентных политиков-эндеков в отношении проблем национальных меньшинств Польши. Он посвятил большую часть своих журналистских публикаций славянским меньшинствам, особенно украинцам (или русинам в терминологии Бартошевича) и белорусам. Он также очень часто писал о литовцах. Бартошевич считал, что использование слова Украина по отношению к «русинским» (в его терминологии) землям было в высшей степени ложным:13. Он утверждал, что «термин „Украина“ использовался лидерами национального и антипольского русинского движения в бывшей Восточной Галиции, наиболее ненадлежащим образом привязанным к землям, которые никогда не имели никакого отношения к Украине». Бартошевич, в соответствии с концепцией политической нации, которую он создавал, полагал, что славяне в Приграничье должны стать поляками (конечно, в политическом смысле) как региональная группа этой нации. У Бартошевича не было понятия о русинской или белорусской нации, поэтому он относился к этим меньшинствам как к братьям или даже корням польской нации. Следовательно, он был за политику ассимиляции этих меньшинств. Он полагал, что не будет серьезных препятствий для осуществления этого процесса. Он выступал за распространение польского образования в приграничных районах, утверждая, что местное население «утонет» в этом. Он сомневался в необходимости создания не польских школ. Если они должны были быть созданы, то только частными и подлежали строгому государственному надзору. Он не отвергал возможность использования, как он выразился, «местных языков» в образовании. Но школы должны были быть пропитаны польским духом. Русин или белорус, получив образование в такой школе, идущий в административное учреждение, должен уметь общаться с польским чиновником.
Бартошевич утверждал, что нежелание украинцев и белорусов становится поляками связано не с этническими, а с экономическими причинами:94. Именно поэтому он выступал за повышение благосостояния Кресов, чтобы приобрести жителей этого района для Польши и польскости. Он считал, что, помимо образования, управление должно быть «эффективным, умелым и честным», а на административные должности там следует направлять наиболее ценных поляков. Он рекомендовал поддерживать общественный порядок и безопасность, а в случае нарушения закона — быстрое правосудие. Он утверждал, что суды должны действовать справедливо, но их решения должны быть резкими. Это должно было вызвать уважение к закону. Все эти действия, а также экономическая поддержка этих областей должны были ослабить антагонизм и привести к более быстрой и легкой полонизации украинского, белорусского и литовского народов. Учитывая правовую, административную и местную специфику земель, населенных славянскими меньшинствами, не означало предоставления им автономии. Бартошевич предупредил об этом, утверждая, что это может угрожать сплоченности государства. Тезисы о полонизации обсуждаемых областей и меньшинств в какой-то момент приняли форму постулатов «реполонизации». Бартошевич утверждал, что полонизация Литвы и Руси была необходимым результатом антипольских и русификационных действий русских царей.
В случае с литовским меньшинством отношение Бартошевича к нему не отличалось от белорусского или украинского, несмотря на тот факт, что после 1919 года национал-демократы признали тот факт, что литовцы являются отдельной нацией и имеют право на независимость. Поэтому они не поддерживали проекты полонизации и этого меньшинства, которые продвигал Бартошевич. Он предложил сохранить «свои претензии на литовские земли». Он утверждал, что для Польши необходимо иметь «широкий и мощный» доступ к Балтийскому морю. Эти претензии соответствовали первоначальным взглядам на политику Польши, которая, по словам Бартошевича (он написал эти слова в 1924 году), «имеет формальное право включать все земли, которые принадлежали ей в 1772 году, на ее национальной территории»:24, 22. Что касается россиян, то Бартошевич предлагал оставить лишь небольшое количество их в границах Польши. Это, однако, не означало их недооценку, потому что он полагал, что «политически они не без значения». Это особенно верно в отношении Волыни, где они выполняли многие официальные, административные и судебные функции:11. Бартошевич увидел необходимость быстро решить эту проблему. Вопреки его пессимистическим ожиданиям, концепции и постулаты национального лагеря, предлагающие отстранение россиян от государственных должностей, а в религиозной сфере — независимость православной церкви в Польше, безусловно, были воплощены в жизнь:265-266.

#### Eвреи
Бартошевич понимал антисемитизм как «движение, направленное против евреев». Он утверждал, что его причиной является не расизм, специфика нации или общества (среди которых есть евреи), санкции государства, а только характер евреев. Потому что они не хотят ассимилироваться и стремятся «править миром», чего достигают благодаря социальному и экономическому упадку «наций и нееврейских стран». Поэтому антисемитизм для Бартошевича является «естественным рефлексом жизни и заботы о существовании и развитии общества против разрушительного влияния все более преобладающего еврейства». Он считал Яна Еленского пропагандистом антисемитизма в Польше, издающего журнал «Rola» (Роль) с 1882 года:31. Согласно концепции Бартошевича, евреи не могли стать членами политической нации. Он утверждал, что евреи не поддаются ассимиляции и всегда будут сами собой. Поэтому он считал, что это меньшинство не может играть никакой роли в политике и решать судьбу государства. На практике это может даже означать «лишение евреев гражданских прав».
Бартошевич также размышлял о роли и значении евреев в международной политике. Принимая участие в Парижской мирной конференции, он был убеждён в силе и влиянии еврейской делегации на принимаемые решения. Он утверждал, что целью, «к которой стремятся евреи, возглавляя их всемирную организацию», является «Иудео-Полонья, или еврейско-польское государство»:292. Эта «всемирная организация» была направлена на уничтожение семей, наций и христианских стран, чтобы увековечить правление избранной нации. Он также использовал утверждения о международной значимости евреев в качестве аргумента политической борьбы в стране. Он считал, что правящие в Польше в начале 1920-х годов левые использовали в дипломатии евреев, желавших уничтожить Польшу:51. Такой случай привёл к утверждению, что их влияние распространилось повсюду:466, 824. Он объяснял влиянием евреев то, что Гданьск стал свободным городом, что был проведён плебисцит в Верхней Силезии или навязан договор по национальными меньшинствами. Описывая ситуацию в Советах, он использовал термин «жидовский большевизм» и, выступая против идеи федерации, утверждал, что достижение этих целей будет отвечать интересам евреев:19.

#### Немцы
Проблеме немецкого меньшинства в Польше Бартошевич уделял относительно мало внимания. Он помнил о неустройстве и неудобствах существующих польских границ, в то же время, подчеркивая принадлежность западных территорий Польше, в приобретении которых он видел заслугу Романа Дмовского и Польского национального комитета, сожалел о том, что Данциг стал вольным городом, в то время как Восточная Пруссия оставалась частью Германии. Эндеки считали немцев и германское государство главным врагом Польши, что влияло на отношение к этому меньшинству. Национал-демократы требовали дегерманизации польской администрации в западных воеводствах государства, закрытия школ, где обучение проходило на немецком языке. Они положительно отзывались о «ликвидации немецкой земельной собственности». Немцы воспринимались как нация гораздо более сильная, чем польская, имеющая за спиной сильное государство, оказывающее им поддержку в Польше. Это вело к их стойкости (гибкости) в культурной и политической сфере. Вот почему, начиная с 1923 года, было предложено проводить политику сильной руки в отношении немцев в Польше, которая была отменена в результате майского переворота в 1926 году.
Бартошевич предполагал, что немцы будут легко полонизированы. Он утверждал, что многие немецкие семьи уже подверглись полонизации, и этот процесс мог бы только ускорить политику, демонстрирующую силу польского правительства. Бартошевич утверждал, что Германия уступает только силе, потому что она уважает и признаёт её. Однако реализация такой политики после 1926 года была едва ли возможна, так как Германия считала майский переворот в Польше проявлением слабости польской государственности:48. Кроме того, и журналистика эндеков, и позиции ZLN в отношении немецкого меньшинства проявлялись в подчеркивании лёгкости полонизации немцев. Считалось, что для того, чтобы поддерживать эти процессы, необходимо устанавливать контакты, не только социальные, но и семейные (последнее даже рекомендовалось). Было также отмечено особое значение католицизма и «способности к поглощению польской культуры». Несмотря на лёгкость полонизации немцев, Бартошевич видел, в то же время, пагубные последствия политики Германии «drang nach osten»:148, 150, и он считал германофилию серьезной ошибкой:215.

### Системные проблемы
В возрожденной после 1918 года Польше эндеция, которая с 1919 года была переименована в «Związek Ludowo-Narodowy» ZLN (Национально-демократический союз или Народно-национальный союз), в которую входил Бартошевич, состояла в парламенте, и поэтому он поддерживал парламентскую форму правления. Однако внутри этого союза шли дебаты о том, подходит ли больше всего монархия Польше или возможно и республиканское правление:268-272. Бартошевич также высказывался по этими вопросами, полагая, что введение республиканской системы в Польше после 1918 года было результатом господства социалистических групп в то время, относительно прогрессивного и радикального лица политической программы. Он подверг критике форму конституции, избирательный закон, слабую власть президента, факультет Сената «с политическим равенством всех граждан, даже […] врагов»:53-54. Он считал, что введение монархической или республиканской системы зависит от нации и государства. Он процитировал Монтескье, для которого республика должна была быть наиболее полно реализована в государстве, граждане которого характеризуются наличием «гражданской добродетели». Бартошевич не заметил этого у своих соотечественников, полагая, что «в Польше республика далека от идеала», потому что жители государства не могут адаптироваться и преследовать цели республиканской формы правления, данной гражданам:55-56. Он утверждал, что такие проблемы не возникают в монархии, где наследственный правитель преобладает и не заменяет нацию, а «олицетворяет [его] идею». С другой стороны, в отношении президента он выражал себя не как олицетворение нации, а лишь называл его своим полноправным:57-58. В конце концов он полагал, что если республика хорошо управляется и в ней правильно функционирует демократия, «это, несомненно, может быть сложной государственной задачей для успешного выполнения». В связи с этим он утверждал, что нельзя авторитетно судить о том, какая форма власти лучше, поскольку она зависит от конкретной ситуации:60. Для национал-демократов вопрос выбора системы не был вопросом первостепенной важности. Прежде всего имело значение то, что государство должно служить нации:49. В дополнение к постулату о пересмотре конституции 1921 года Бартошевич воспринимал сбой в работе парламента. Ссылаясь на английский стандарт, он утверждал, что в парламенте должно быть 2 или 3 политические партии. Он считал, что в Польше, история которой знает кучу, фракции — это очень сложно понять. Более того, по его мнению, польское общество не понимало, что в стране существует только две политические программы: национальная и международная. В этой ситуации он предложил, чтобы депутаты, как представители нации, заседали, а не граждане государства. Он также подчеркнул, что парламент должен быть двухпалатным. Имея польский характер, он создал бы хороший закон. Эти изменения должны были устранить фрагментацию в Сейме, как правило польского большинства, на котором будет основано стабильное правительство. Помимо изменений в политической системе он постулировал изменение менталитета поляков:76. Он утверждал, что парламент должен существовать, потому что его отсутствие будет означать самодержавие («поэтому Польша не может обойтись без парламента»), но парламент должен был измениться. Кроме того, он постулировал усиление позиций Сената, полномочия которого он считал слишком ограниченными. Он также предложил создать орган, задача которого заключалась бы в поддержке законодательных процедур (аналогично французскому «Conseil d`etat», конечно, адаптированному к условиям, преобладающим в стране):80.
Бартошевич утверждал, что государство, функционирующее в соответствии с мартовской конституцией, «растит»: президент не может достичь своих целей, у правительства нет сильной позиции, поскольку оно создается разделенной и раздробленной диетой, а администрация — без традиций, без установленного объема обязанностей. Это побудило его сказать, что «Польша страдает от того, что она так долго страдала во время своего падения, то есть отсутствие исполнительной власти»:80.
В конце 1920-х годов Бартошевич предложил конкретные способы лечения ситуации в стране: "1. парламент должен быть представителем нации, а не широкой общественности; 2. Парламент должен состоять из двух палат закона — нижней и высшей (…); 3. Должно быть создано специальное учреждение (независимое и постоянное), чье государство поручает осуществлять надзор за деятельностью как парламента, так и правительства [Верховной Рады]. " Бартошевич предположила, что каждая из палат должна иметь полные законодательные права, но что любой закон может быть принят, ей необходимо сотрудничество обеих сторон. Верховная Рада, с другой стороны, будет выступать в качестве заключительной и определяющей роли президента, для которого автор проекта рассчитывал укрепить власть. Для Бартошевича закон должен был стать регулятором общественных и политических отношений. С другой стороны, гарантией надлежащего функционирования судебной системы должна была быть «независимость и независимость как от политических направлений, так и от влияния исполнительной власти».
Он критически отзывался о демократическом и парламентском государстве, где большинство граждан являются беспартийными. По его мнению, это было что-то «нежелательное и вредное». Точно так же он отрицательно относился к бюрократии, которую он имел с абсолютными, полицейскими и централистскими государствами. Конституционно-парламентские, децентрализованные и самоуправляющиеся страны не были подвержены развитию бюрократии. Значительное значение в этом вопросе имел факт получения гражданства жителей того или иного государства. Он критиковал этатизм как «идеал социалистов»:65, 71, 186. Таким образом он выразил тенденции, преобладающие в национальном лагере, где он выступал за наименьшее возможное государственное принуждение, и гражданская инициатива была продвинута:51.

### Восточные кресы
Эта тема занимала важное место в журналистике Иоахима Бартошевича. Еще до Первой мировой войны, когда писал о восточных окраинах (Кресах), он имел в виду Литву и Русь в границах Польши, предшествовавших первому разделу:3. Позже это было также. Как житель Кресов, он знал, что польское население выделяется положительно с точки зрения достатка, но этого недостаточно. Следовательно, он уже предлагал и видел в 3 или 5 раз возможность наплыва поляков, которые могли бы «удобно осесть на наших пышных пространствах». Он также видел необходимость сплотить и активизировать поляков, живущих в этих районах, чтобы укрепить их позиции:92-98. Эти расплывчатые постулаты получили детальное развитие уже в возрожденной Польше. Размышляя о границах государства, он предложил отличить понятия историко-политической территории от этнографической («территория племенного поселения»). Под первым термином он понимал земли, необходимые для развития нации и, следовательно, политического образования; в другой — ареал племени, народности, национальности. Бартошевич утверждал, что нация не может ограничивать свои земли только территорией, которую она населяет. Потому что нация является обширным организмом и пересекает свою территорию для заселения необитаемых территорий. Если есть какие-либо народы, например, политически организованные (то есть нации), то экспансия затруднена. Если оно отличается и население там является пассивным, политически неорганизованным (племя, племя), оно снабжает правящую нацию и ее государство. Таким образом, по словам Бартошевича, возникла историко-территориальная связь. Он также обратил внимание на мирный аспект расширения территории, границ, территории нации и государства:99-103. Он написал это, написав: «Со времён Люблинской унии 1569 года юго-восточные провинции (…) считались формально частью Короны»:109. Он решительно подчеркнул, что расширение должно осуществляться в соответствии с законом. Бартошевич любил прибегать к исторической аргументации в своих рассуждениях, например, ко времена Болеслава Храброго и его концепции определения границ государства. Он писал, что «его территориальная программа не потеряла своего значения и актуальности по сей день». Он очень положительно оценивал политику первого польского короля в отношении к Германии в вопросе господства на море, а также и то, что он захватил Киев:104.
Однако политика возрождающегося польского государства по отношению к пограничным районам и местному населению подверглась критике. Он охарактеризовал военные действия с весны 1920 года как «безрассудную киевскую экспедицию», а отступление поляков из этих районов было названо «позорной паникой».
За действия государства на окраинах он не оставил ни малейшего оправдания. Власти несут ответственность за тот факт, что польские правительства Польши подрывают и уничтожают уважение, которым пользуются поляки к местному населению. Он писал: «с 1919 года было сделано все, чтобы ослабить серьезность Польши, когда антипольская политика польского правительства осуществлялась ускоренными темпами и в своем первоначальном виде намерением разделить правительство»:5. Он утверждал, что жители местных земель с нетерпением ждали правления Польши, потому что его прибытие означало бы конец хаоса и неопределенные перспективы. Но этого не произошло, состояние временности сохранялось. Он особенно критиковал соглашение Пилсудского с Петлурой, которое, по словам Бартошевича, должно было вызвать у аборигенов идею о том, что «Польша не думает о консолидации на этих землях». Кроме того, он пытался доказать, что у правящих социалистов была политика, которая поражала польские помещичьи владения на востоке, не предлагая ничего взамен. Жители этих земель, согласно аргументам Бартошевича, видели, что то, что они когда-то уважали себя, то есть польское, было уничтожено самими поляками. Он заявил, что название Польши, которая до этого пользовалась серьезной серьезностью, было уничтожено. В этом он открыто обвинял социалистов Он утверждал, что, когда во время Разделов «поляки были синонимом праведности и честности для местного крестьянина», в настоящее время этот крестьянин «принял другое убеждение»:30. Он был критически настроен по поводу введения так называемого военное поселение на окраине:32. Солдаты не были готовы к сельскому хозяйству, поэтому они взяли его в аренду, или он лежал без дела. Такие поселенцы иногда умоляли, потому что не могли прокормить себя, что спасло от аборигенов негативный образ поляка.
Бартошевич посетовал на то, что поляки действительно очень мало знают о Приграничье. Он жаловался на постоянный стереотип, что поляки — это только магнаты и землевладельцы в этом районе. В этом невежестве он видел источники безразличия и пассивности поляков к мерам и политике, которые осуществляли власть над пограничными территориями. Потому что «проблема наших восточных территорий — это не локальный вопрос, а дело государства»:37. Таким образом, он призвал ознакомиться с пограничными вопросами и даже пропагандировал существование Общества по защите приграничных территорий.
Вопрос о федерации был связан с вопросом о федерации, которому Бартошевич посвятил много места. Эта концепция уже была отвергнута в ходе обсуждений польской делегации в Париже, в то время как в независимой Польше эта тема часто появлялась в его публикациях. Он не скрывал своего удовлетворения от того, что «федеральная программа рухнула в результате положений Рижского договора»:14. В результате «восточные территории были включены в состав Польши на основе программы инкорпорации. Это означает, что они сегодня являются неотъемлемой частью единой государственной территории»:13. Даже после этого события он считал, что еще есть люди, для которых идея федерации является постулатом для реализации. Он видел, что основным аргументом сторонников федерации было ссылаться на исторические факты. Те Бартошевич попытался опровергнуть:27-29, утверждая, что «за день до потери независимого политического существования Польша была единым государством, а не федерацией государств и наций»:143. Аргумент, что магнаты были созданы бывшим союзом, а не всеми жителями, ответил, что нужно принять наследие истории таким, как оно есть. На голоса о том, что необходимо создать профсоюз внутри федерации, он ответил, что он уже заключен:29-32.

### Разные вопросы
Бартошевич поднял ряд других вопросов в своей журналистике, которые уделяли ему меньше внимания, но также были важны. Говоря о роли религии, Бартошевич подчеркнул важность католицизма в жизни поляков. Он писал: «Католицизм (…) в Польше (…) стал обязательной формой национальной жизни, оплотом против немецкого и восточно-русского варварства, пропагандистом основ латинской культуры и римского права»:317. Он подчеркнул, что религия как таковая должна восприниматься политиками:177, потому что Церковь вместе с религией способствует укреплению стабильности государства, а также сохранению социального мира.
В экономических вопросах он рассматривал отношения между частной собственностью и свободой человека как неотъемлемую ценность:337. Он рассматривал капитализм как «систему социальной экономики», которая «наилучшим образом служит интересам производства» ":299. Он проповедовал антисоциалистические взгляды, проявляясь в критике этатизма, бюрократии и коррупции. Он был противником забастовок:352.
Во внешней политике он явно поставил союз с Францией:401, что соответствовало взглядам всего национального лагеря на этот счет. В то же время он увидел, что геополитическое положение Польши не гарантирует ее безопасности:349. В этом контексте он не верил в возможности и деятельность Лиги Наций, которую он назвал «бумажным учреждением»:352. Он критиковал пакт Бриана — Келлога и протокол Литвинова:354. У него было подобное отношение к политике, проводимой министром Юзефом Беком:358.
Он понимал патриотизм как «любовь к Отечеству». Он различал разные типы: пассивные и активные, эгоистичные и жертвенные. Он также добавил, что «только патриотическая нация понимает и уважает патриотизм других наций»:589-590. Отдельным вопросом была проблема польского патриотизма: дворянство не видело развитого понятия патриотизма, которое своими понятиями «не выходило за рамки повята». Он критиковал патриотизм под разделенной Польшей: нереальный и страдание одновременно; часто далее государство, район (последний наиболее присутствует в Галиции). Нереалистичный патриотизм был защищен от денационализации, но ожидал чуда. Независимость Польши была результатом работы патриотов, которые вели реальную политику, а именно Поплавского, Балицкого и Дмовского. Бартошевич надеялся, что возрожденная Польша изменит «душу и понимание польской нации и (…) нынешний романтический и нереальный тип его патриотизма». Он думал, что это сработало, но только частично. Он утверждал, что среди социалистов есть хорошие патриоты, но их программа международная. Поэтому им пришлось бы отказаться от своей политической программы, чтобы быть полными патриотов. Ведь «не всякая любовь к Родине достаточна, чтобы дать содержание концепции патриотизма». Потому что любовь к Отечеству — это не только чувство, но и «рациональное осознание цели», к которой человек стремится. Знать, как достичь этой цели, уметь судить о реальности, о том, что нужно для «сердца и разума». Бартошевич видел много работы в этой области, потому что «патриотизм должен облагородить и улучшить всю Польшу». Поэтому он постулировал преодоление «вредных традиций», чтобы достичь сути разумного и просвещенного патриотизма. «Когда все польские люди придут к такому типу патриотизма, он найдет в этом чувстве надёжное убежище своего внутреннего существования и самый надежный щит, защищающий его от внешних опасностей»:127-150.

## Труды
В 1951 году его работа «Важность политических восточных окраин для Польши» была изъята из польских библиотек и подвергнута цензуре.
- Na Rusi: polski stan posiadania: kraj, ludność, ziemia (Kijów 1912),
- Архивная копия от 5 июля 2019 на Wayback Machine Sprawa polska (Kijów 1918),
- Архивная копия от 25 июля 2018 на Wayback Machine Podręczny słownik polityczny (Warszawa 1922),
- Архивная копия от 5 июля 2019 на Wayback Machine Walka o Polskę (Poznań 1920)
- Znaczenie polityczne Kresów Wschodnich dla Polski (Warszawa 1924),
- Архивная копия от 5 июля 2019 на Wayback Machine Zagadnienia polityki polskiej (Warszawa 1929).

### Рекомендуемые источники
- Украiнська Центральна Рада: Документи i материали. Т. 2. Кiiв, 1997.
- Гольденвейзер А. А. Из киевских воспоминаний (1917—1921 гг.) // АРР. Т. 6. М., 1991.

### Архивы
- ГА РФ. Ф. 102 — Департамент полиции Министерства внутренних дел, ОО, 1907, д. 7, ч. 47; 1912, д. 74, ч .84-б;